# Leptotila conoveri
Rola-de-tolima ou rolinha-de-tolima (Leptotila conoveri) é uma espécie de ave da família Columbidae.
É endémica da Colômbia.
Os seus habitats naturais são: regiões subtropicais ou tropicais húmidas de alta altitude e pastagens.
Está ameaçada por perda de habitat.